# Santa Monica, California

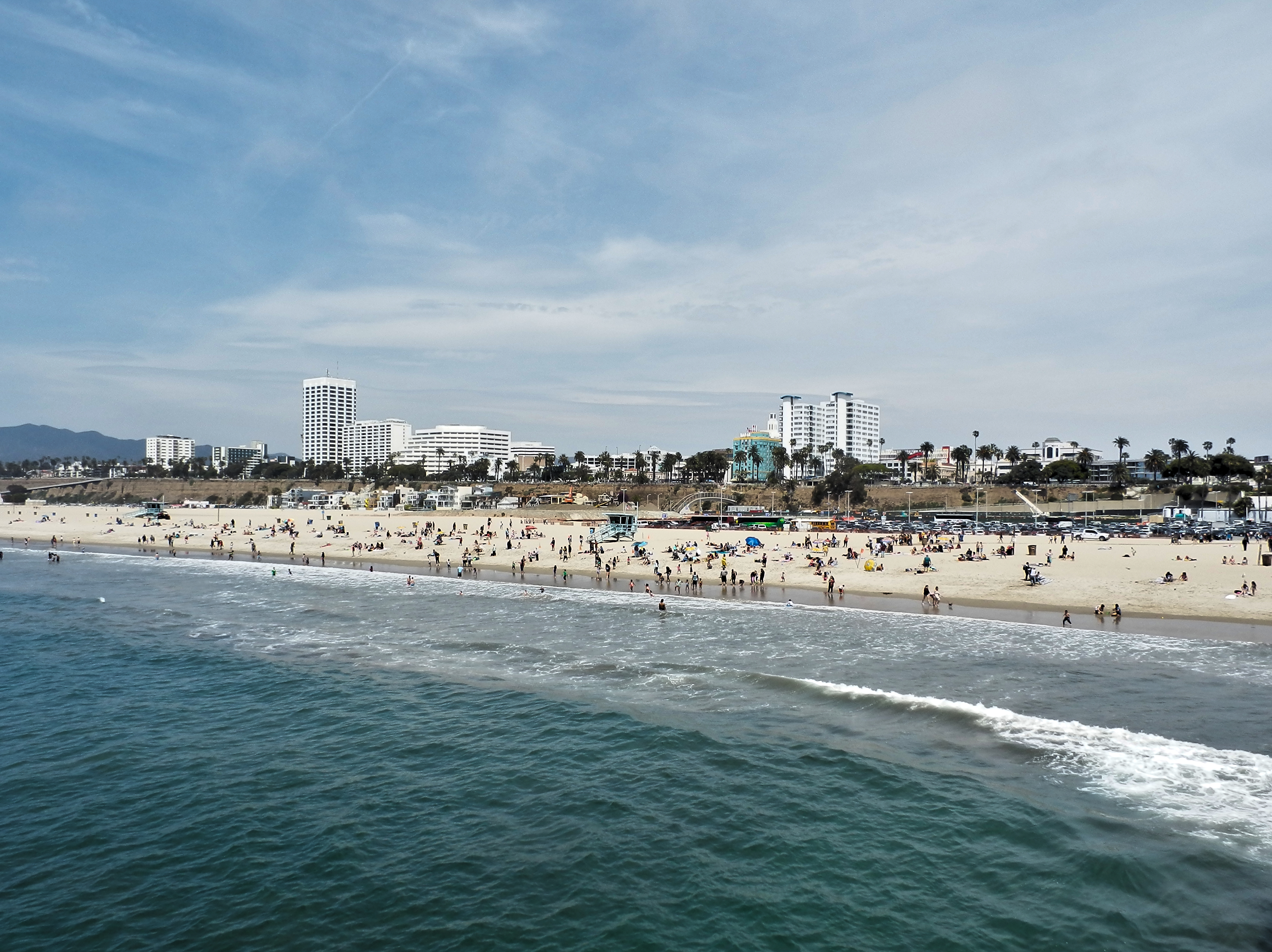

Santa Monica (Tiếng Tây Ban Nha Hoa Kỳ :Santa Mónica, California) là một thành phố tại quận Los Angeles, tiểu bang California, Hoa Kỳ. Thành phố nằm trong Vùng Đại Los Angeles. Dân số theo điều tra năm 2005 của Cục điều tra dân số Hoa Kỳ là 88.050 người, dân số theo điều tra năm 2010 là 89.736 người, diện tích là km2. 
Santa Monica là một thành phố bên bờ biển ở phía Tây quận Los Angeles. Tọa lạc trên vịnh Santa Monica, thành phố được bao quanh ba mặt của thành phố của Los Angeles - Pacific Palisades về phía tây bắc, Brentwood ở phía bắc, Tây Los Angeles về phía đông bắc, Mar Vista về phía đông, và Venice về phía đông nam.
Santa Monica được đặt tên theo Thánh Monica của Hippo, bởi vì các khu vực thành phố ngày nay lần đầu tiên được viếng thăm bởi người Tây Ban Nha vào ngày lễ của bà.
Do có khí hậu dễ chịu, Santa Monica đã trở thành một đô thị nghỉ mát nổi tiếng đầu thế kỷ 20. Thành phố đã trải qua một sự bùng nổ kể từ cuối những năm 1980 thông qua sự phục hồi của lõi trung tâm thành phố với tăng trưởng việc làm đáng kể và du lịch gia tăng.